# Комо 1907
„Комо Калчо“ (на италиански: Como) е италиански професионален футболен клуб със седалище в Комо, Ломбардия. Клубът се състезава в Серия А.
Основан през 1907 г. като Como Foot-Ball Club, клубът приема кралскосиньо като свои цветове и играе домакинските си мачове на стадион „Джузепе Синигаглия“ с капацитет от 13 602 места от 1928 г. Миноритарните акционери на клуба включват настоящия му главен треньор, Сеск Фабрегас и футболната легенда Тиери Анри.

## Отбор

### Настоящ състав
Към 6 август 2025 г.